# Kégl-kastély
A Kégl-kastélyt Kégl György földbirtokos, országgyűlési képviselő 1878-ban Csalapusztán építtette fel Hauszmann Alajos tervei alapján neoreneszánsz stílusban.

## A kastély története

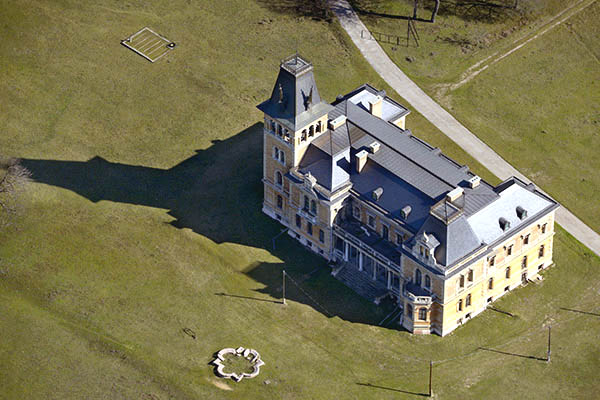
Légi fotó

A Kégl-család első ismert őse Kégl Mihály pozsonyi gyógyszerész volt, aki 1623-ban kapott nemesi oklevelet. A család a XVIII. századig városi nemesként élt Pozsonyban. Uradalmi bérlőként kerültek a Dunántúlra. A vagyon megalapozója Kégl György országgyűlési képviselő volt, aki jelentős szerepet játszott a Fejér vármegyei közéletben, a megyei közkórház alapításához is jelentős összeggel járult hozzá (az ő nevére is utalva lett a kórház neve Szent György Kórház).
Csalapuszta területét Kégl György nádasdi és fogarasföldi Nádasdy Júlia grófnőtől vette 1873-ban, 390 ezer forintért. A kastély 1876 és 1878 között Hauszmann Alajos tervei szerint, neoreneszánsz stílusban épült. A kastély körül kialakított park belesimult a Velencei-hegység nyugati oldalának festői környezetébe. A parkban halastavat és kápolnát is létesítettek, a kastély főhomlokzata előtt márvány szökőkút állt, ennek medencéje még látható.

## A kastély pusztulása

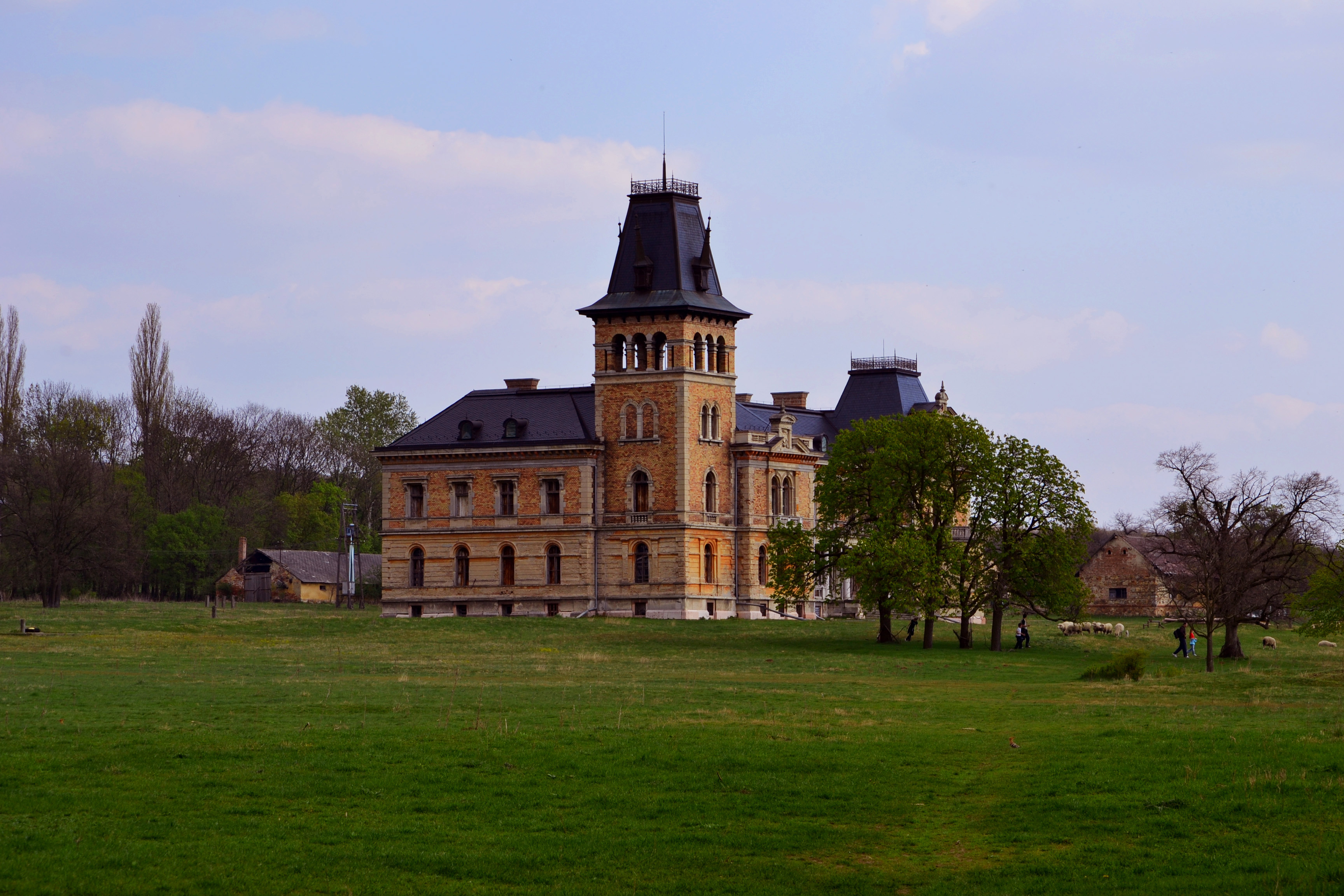

Egykor kiterjedt parkjának nagy részét kipusztították. 1945 után mezőgazdasági célokra használták az épületet. A kastély körüli épületekben agrártörténeti szakgyűjtemény található.
A kastély 1992 óta egy német cég magántulajdonában van. Nem látogatható.